# هنري توماس دوفي
هنري توماس دوفي هو سياسي كندي، ولد في 29 مايو 1852 في كندا، وتوفي في 3 يوليو 1903 في نفس البلد. حزبياً، نشط في حزب كيبيك الليبرالي. وقد انتخب عضو الجمعية الوطنية في كيبك ‏.